# Ben Ibata
Ben Ibata (* 31. Juli 1974) ist ein deutscher Volleyballspieler kongolesischer Herkunft.

## Volleyballkarriere
Ibata begann seine Volleyballkarriere 1990 in seiner Heimat, der Republik Kongo, beim Erstligisten CARA Brazzaville. Ab 1991 spielte er in Frankreich, zunächst in Orléans und in Blois, und dann von 1994 bis 1996 dann beim Erstligisten Arago de Sète. Ab 1996 spielte er beim TV Biedenkopf und wechselte 1999 zum Zweitligisten TSV Unterhaching, mit dem er im Jahr 2000 in die Erste Bundesliga aufstieg. Der Mittelblocker war Führungsspieler in Unterhaching und in den Ranglisten des deutschen Volleyballs vertreten. Nach dem Ende seiner Volleyballkarriere war Ibata auch beim Snow Volleyball aktiv.

## Beruf
Ibata wurde in der Republik Kongo geboren und kam später nach Frankreich, wo er an der Universität Orléans und an der Universität Montpellier Wirtschaftswissenschaften studierte. Seit 2001 ist er Geschäftsführer einer Consulting-Firma in München.